# Batavci
Batavci (latinsko Batavi, nizozemsko Bataven) so bili germansko pleme, prvotno stranska veja Hatov, ki so na začetku 1. tisočletje naselili v delti Rena v sedanji Nizozemski.
Antični pisci so njihovo ozemlje med dvema rokavoma Rena po njih imenovali Insula Batavorum (Batavski otok). Prvi jih omenja Julij Cezar, podrobneje pa jih opisuje Tacit, za katerega so bil najpogumnejši od vseh Germanov. Njihovo hrabrost in vojne veščine so po osvojitvi spodnjega Rena cenili tudi Rimljani in jim dovolili vrsto privilegijev, Batavci pa so morali v zameno služiti v pomožnih enotah rimske vojske. Najbolj so se izkazali med osvajanjem Britanije leta 43.
Leta 69 so se v tako imenovanem letu štirih cesarjev pod vodstvom Gaja Julija Civila uprli, kar je resno pretreslo severozahodni del Rimskega cesarstva. Upor so zadušili, Batavci pa so kljub temu še naprej služili v rimski vojski. Sledove njihovih enot je moč najti po celem cesarstvu. Po njih se imenujejo batavi, posebne enote rimske vojske v poznem cesarstvu.
V 4. stoletju so jih podjarmili Franki, s katerimi so se postopoma zlili. Njihova večja naselja so bila Ulpia Noviomagus (Nijmegen) in Arenacum (Arnhem).
V 16. stoletju so v času nizozemske vojne za neodvisnost postali vzor za vojaški duh in svobodoljubnost in nekakšni predniki nizozemskega naroda. Teza, da so Batavci predniki Nizozemcev, se je obdržala nekaj stoletij in spodbudila preimenovanje indonezijske prestolnice Džakarte v Batavijo in ustanovitev kratkotrajne Batavske republike pod francosko revolucionarno oblastjo.